# Musse Mekanikus
Musse Mekanikus (även Musse Piggs bilverkstad) (engelska: Mickey's Service Station) är en amerikansk animerad kortfilm med Musse Pigg från 1935.

## Handling
Musse Pigg, Kalle Anka och Långben jobbar som reparatörer och håller bland annat på att laga Svarte Petters bil. De får dock bara tio minuter på sig.

## Om filmen
Filmen är den 74:e Musse Pigg-kortfilmen som producerades och den tredje som lanserades år 1935.
Detta var första gången som Musse Pigg, Kalle Anka och Långben uppträdde som trio.
Filmen hade svensk biopremiär den 19 augusti 1935 på biografen London i Stockholm.

## Rollista
- Walt Disney – Musse Pigg
- Clarence Nash – Kalle Anka
- Pinto Colvig – Långben
- Billy Bletcher – Svarte Petter[9]